# Fran Núñez
Francisco José Núñez Rodríguez (San Bartolomé de Tirajana, Las Palmas, 15 de mayo de 1995), conocido como Fran Núñez, es un futbolista profesional hispano-dominicano. Se desempeña en el terreno de juego como extremo y su actual equipo es el C. D. Ibiza de la Segunda Federación de España. Es internacional absoluto con la Selección de fútbol de la República Dominicana.
Es el hermano gemelo de Benji Núñez.

## Clubes
| Club                    | País   | Año         |
| ----------------------- | ------ | ----------- |
| Atlético Levante U. D.  | España | 2015 - 2016 |
| UD Somozas              | España | 2016 - 2017 |
| S. C. R. Peña Deportiva | España | 2017 - 2020 |
| Rayo Majadahonda        | España | 2020 - 2021 |
| S. C. R. Peña Deportiva | España | 2021        |
| U. D. Melilla           | España | 2021 - 2023 |
| La Unión Atlético       | España | 2023 - 2024 |
| C. D. Ibiza             | España | 2024 - Act  |

## Selección nacional
Fran Núñez hizo su debut con la Selección de República Dominicana el 17 de febrero de 2019, en un partido amistoso contra Guadalupe, anotando el gol de la victoria.

### Goles internacionales
| Núm. | Fecha                 | Lugar                                         | Rival     | Gol | Resultado | Competición                                                      |
| ---- | --------------------- | --------------------------------------------- | --------- | --- | --------- | ---------------------------------------------------------------- |
| 1    | 17 de febrero de 2019 | Estadio Cibao FC, Santiago                    | Guadalupe | 1-0 | 1-0       | Amistoso                                                         |
| 2    | 25 de marzo de 2021   | Estadio Olímpico Félix Sánchez, Santo Domingo | Dominica  | 1-0 | 1-0       | Clasificación de Concacaf para la Copa Mundial de Fútbol de 2022 |